# Northstar
Northstar — серия V-образных шести- и восьмицилиндровых бензиновых двигателей внутреннего сгорания, выпускавшихся с 1992 по 2011 год подразделением Cadillac компании General Motors.

## Northstar

### L37
4,6-литровый (4565 см3) двигатель L37 (VIN «9») являлся оригинальным двигателем семейства Northstar. Он настроен на отзывчивость и мощность. До 2000 года степень сжатия составляла 10,3:1, а с 2000 года — 10,0:1.
Оригинальный L37 развивал мощность 216 кВт (290 л. с.), однако серийные экземпляры 1993 года были рассчитаны на 220 кВт (295 л. с.). С 1996 по 2004 год мощность двигателя составляла 224 кВт (300 л. с.) на моделях STS, DTS и ETC, что делало их одними из самых мощных отечественных переднеприводных автомобилей, когда-либо построенных. В 2005 году Northstar был переименован в Northstar NHP, а мощность была уменьшена до 216 кВт (290 л. с.) в соответствии со стандартом SAE. В 2006 году мощность версии DTS «Performance Package» была увеличена до 218 кВт (292 л. с.). L37 применялся в следующих транспортных средствах:
| Годы производства | Модель                        | Мощность                            | Крутящий момент         |
| ----------------- | ----------------------------- | ----------------------------------- | ----------------------- |
| 1993              | Cadillac Allanté              | 295 л. с. (217 кВт) при 5600 об/мин | 393 Н⋅м при 4400 об/мин |
| 1993—1994         | Cadillac Eldorado ETC         | 295 л. с. (217 кВт) при 5600 об/мин | 393 Н⋅м при 4400 об/мин |
| 1995—2002         | Cadillac Eldorado ETC         | 300 л. с. (221 кВт) при 6000 об/мин | 400 Н⋅м при 4400 об/мин |
| 1993—1994         | Cadillac Seville STS          | 295 л. с. (217 кВт) при 5600 об/мин | 393 Н⋅м при 4400 об/мин |
| 1995—2004         | Cadillac Seville STS          | 300 л. с. (221 кВт) при 6000 об/мин | 400 Н⋅м при 4400 об/мин |
| 1996—2004         | Cadillac DeVille Concours/DTS | 300 л. с. (221 кВт) при 6000 об/мин | 400 Н⋅м при 4400 об/мин |
| 2005              | Cadillac DeVille DTS          | 290 л. с. (213 кВт) при 5600 об/мин | 386 Н⋅м при 4400 об/мин |
| 2006—2011         | Cadillac DTS Performance      | 292 л. с. (215 кВт) при 6300 об/мин | 390 Н⋅м при 4500 об/мин |
| 2008—2011         | Buick Lucerne Super           | 292 л. с. (215 кВт) при 6300 об/мин | 390 Н⋅м при 4500 об/мин |

### LD8
4,6-литровый (4565 см3) двигатель LD8 (VIN «Y»), представленный в 1994 году, устанавливался поперечно на переднеприводные автомобили. Он разработан для обеспечения большего крутящего момента, чем высокооборотистый L37. Код LD8 использовался на всех поперечных Northstar с крутящим моментом, даже когда развивались точные характеристики двигателя. До 2000 года степень сжатия двигателя составляла 10,3:1, а с 2000 года — 10,0:1. В 1998 году шум двигателя был снижен за счёт гидравлических опор и настроенной системы впуска.
Большинство двигателей LD8 Northstar развивают номинальную мощность 205 кВт (275 л. с.) и крутящий момент 407 Н⋅м.
| Годы производства | Модель                              | Мощность                            | Крутящий момент         |
| ----------------- | ----------------------------------- | ----------------------------------- | ----------------------- |
| 1994              | Cadillac Eldorado                   | 270 л. с. (199 кВт)                 | 407 Н⋅м                 |
| 1995—2001         | Cadillac Eldorado ESC               | 275 л. с. (202 кВт) при 5750 об/мин | 407 Н⋅м                 |
| 2002              | Cadillac Eldorado ESC               | 275 л. с. (202 кВт) при 5600 об/мин | 407 Н⋅м при 4000 об/мин |
| 1993—1994         | Cadillac Seville SLS                | 270 л. с. (199 кВт)                 | 407 Н⋅м                 |
| 1995—2004         | Cadillac Seville SLS                | 275 л. с. (202 кВт) при 5600 об/мин | 407 Н⋅м при 4000 об/мин |
| 1994              | Cadillac DeVille Concours           | 270 л. с. (199 кВт)                 | 407 Н⋅м                 |
| 1995              | Cadillac DeVille Concours           | 275 л. с. (202 кВт) при 5750 об/мин | 407 Н⋅м                 |
| 1996—2001         | Cadillac DeVille                    | 275 л. с. (202 кВт) при 5750 об/мин | 407 Н⋅м при 4000 об/мин |
| 2002—2005         | Cadillac DeVille                    | 275 л. с. (202 кВт) при 5600 об/мин | 407 Н⋅м при 4000 об/мин |
| 2006—2011         | Cadillac DTS                        | 275 л. с. (202 кВт) при 6000 об/мин | 407 Н⋅м при 4400 об/мин |
| 2004—2005         | Pontiac Bonneville GXP              | 275 л. с. (202 кВт) при 5600 об/мин | 407 Н⋅м при 4000 об/мин |
| 2006—2007         | Buick Lucerne CXL (опционально)/CXS | 275 л. с. (202 кВт) при 6000 об/мин | 400 Н⋅м при 4400 об/мин |

### LH2 (VIN «A»)
4,6-литровый (4565 см3) двигатель LH2 изначально был разработан для переднеприводных автомобилей. В 2004 году двигатель был модифицирован для применения в задне- и полноприводных моделях STS, SRX и XLR, а также для установки бесступенчатой регулировки фаз газораспределения как на впускной, так и на выпускной стороне. На заднеприводных моделях двигатель развивает мощность 239 кВт (320 л. с.) и крутящий момент 427 Н⋅м. Добавление изменяемой фазы газораспределения позволяет в большей степени увеличить мощность от L37 и LD8.
| Годы производства | Модель               | Мощность                            | Крутящий момент         |
| ----------------- | -------------------- | ----------------------------------- | ----------------------- |
| 2004—2009         | Cadillac SRX         | 320 л. с. (235 кВт) при 6400 об/мин | 427 Н⋅м при 4400 об/мин |
| 2004—2009         | Cadillac XLR         | 320 л. с. (235 кВт) при 6400 об/мин | 420 Н⋅м при 4400 об/мин |
| 2005—2010         | Cadillac STS         | 320 л. с. (235 кВт) при 6400 об/мин | 427 Н⋅м при 4400 об/мин |
| 2007—2009         | Cadillac SLS (Китай) | 320 л. с. (235 кВт) при 6400 об/мин | 427 Н⋅м при 4400 об/мин |

### LC3
4,4-литровый (4371 см3) двигатель LC3 с наддувом выпускался с 2006 по 2009 год и применялся в моделях Cadillac STS-V и Cadillac XLR-V. Диаметр цилиндра был уменьшен для повышения прочности и улучшения герметизации прокладки головки блока цилиндров. Изменяемые фазы газораспределения применяются как на впускной, так и на выпускной стороне. Двигатель STS-V развивает мощность 350 кВт (469 л. с.) при 6400 об/мин и крутящий момент 595 Н⋅м при 3900 об/мин со степенью сжатия 9,0:1, а двигатель XLR-V развивает мощность 330 кВт (443 л. с.) при 6400 об/мин и крутящий момент 561 Н⋅м при 3900 об/мин. 
| Годы производства | Модель         | Мощность                            | Крутящий момент         |
| ----------------- | -------------- | ----------------------------------- | ----------------------- |
| 2006—2009         | Cadillac STS-V | 469 л. с. (345 кВт) при 6400 об/мин | 595 Н⋅м при 3900 об/мин |
| 2006—2009         | Cadillac XLR-V | 443 л. с. (326 кВт) при 6400 об/мин | 561 Н⋅м при 3900 об/мин |

### L47
Двигатель L47 объёмом 4,0 л (3995 см3) с клапанным механизмом DOHC применялся с 1995 по 2003 год в Oldsmobile Aurora. Он развивал мощность 186 кВт (250 л. с.) и крутящий момент 353 Н⋅м. Диаметр цилиндра и ход поршня составляли 87 мм × 84 мм. L47 имел степень сжатия 10,3:1. В нём применялось топливо премиум-класса. Модифицированная версия двигателя L47 развивала мощность 485 кВт (650 л. с.).
| Годы производства | Модель            | Мощность                            | Крутящий момент         |
| ----------------- | ----------------- | ----------------------------------- | ----------------------- |
| 1995—2003         | Oldsmobile Aurora | 250 л. с. (184 кВт) при 5600 об/мин | 353 Н⋅м при 4400 об/мин |
| 1999—2005         | Shelby Series 1   | 320 л. с. (235 кВт) при 6500 об/мин | 393 Н⋅м при 5000 об/мин |

## LX5 (Shortstar)
LX5 — двигатель V6 с клапанным механизмом DOHC, представленный в 1999 году на Oldsmobile Intrigue. Он производился группой двигателей Premium и поэтому назывался Premium V6 или PV6 в ходе разработки. Двигатель разработан на базе L47 Aurora V8, поэтому инженеры назвали его Short North, хотя поклонники Oldsmobile стали называть его Shortstar.
Несмотря на то, что угол наклона составляет 90°, блок цилиндров был разработан «с нуля». Двигатель имеет двойные верхние кулачки с цепным приводом и четыре клапана на цилиндр. Рабочий объём составляет 3,5 л (3473 см3), мощность — 160 кВт (215 л. с.) при 5600 об/мин, а крутящий момент — 317 Н⋅м при 4400 об/мин. Диаметр цилиндра и ход поршня составляют 89,5 мм × 92 мм. LX5 также является одним из первых двигателей General Motors, в котором применялось зажигание с катушкой на свече. Степень сжатия составляет 9,3:1. В 2004 году преемником стал High Feature.
В 1999 и 2000 годах LX5 был включён в список 10 лучших двигателей Уорда.
| Годы производства | Модель              | Мощность                            | Крутящий момент         |
| ----------------- | ------------------- | ----------------------------------- | ----------------------- |
| 1999—2002         | Oldsmobile Intrigue | 215 л. с. (158 кВт) при 5600 об/мин | 317 Н⋅м при 4400 об/мин |
| 2001—2002         | Oldsmobile Aurora   | 215 л. с. (158 кВт) при 5600 об/мин | 317 Н⋅м при 4400 об/мин |